# Quintanaortuño
Quintanaortuño est une commune d'Espagne dans la communauté autonome de Castille-et-León, province de Burgos. Elle s'étend sur 5,54 km2 et comptait environ 264 habitants en 2011.